# Jean Oscar Sanguza Mutunda
 (mai 2017).
Si vous disposez d'ouvrages ou d'articles de référence ou si vous connaissez des sites web de qualité traitant du thème abordé ici, merci de compléter l'article en donnant les références utiles à sa vérifiabilité et en les liant à la section « Notes et références ».
Jean Oscar Sanguza Mutunda est un homme politique de la République démocratique du Congo. Il était le maire de Lubumbashi de 2010 à 2016.
Décédé en Août 2021